# Ājorbast
Ājorbast (persiska: آجربست) är en ort i Iran.   Den ligger i provinsen Teheran, i den centrala delen av landet, 50 km söder om huvudstaden Teheran. Ājorbast ligger 906 meter över havet och antalet invånare är 179.
Terrängen runt Ājorbast är platt, och sluttar söderut.Runt Ājorbast är det tätbefolkat, med 297 invånare per kvadratkilometer. Närmaste större samhälle är Qarchak, 15,6 km norr om Ājorbast. Trakten runt Ājorbast består till största delen av jordbruksmark.